# Olympische Winterspiele 1952/Teilnehmer (Neuseeland)
| Gelbes Symbol für Goldmedaillen mit stilisierten Olympischen Ringen | Graues Symbol für Silbermedaillen mit stilisierten Olympischen Ringen | Braundes Symbol für Bronzemedaillen mit stilisierten Olympischen Ringen |
| ------------------------------------------------------------------- | --------------------------------------------------------------------- | ----------------------------------------------------------------------- |
| —                                                                   | —                                                                     | —                                                                       |

Neuseeland nahm bei den Olympischen Winterspielen 1952 in der norwegischen Hauptstadt Oslo mit fünf Athleten, einer Frau und vier Männern, teil.
Es war die erste Teilnahme eines neuseeländischen Teams bei Olympischen Winterspielen. Alle Sportler traten in den alpinen Skiwettbewerben an, Teamkapitän war Sir Roy McKenzie, Trainer Herbert Modelhart.

## Flaggenträger
Austin Haywood trug die Flagge Neuseelands während der Eröffnungsfeier im Bislett-Stadion.

## Teilnehmer nach Sportarten
| Männliche Teilnehmer aus Neuseeland | Männliche Teilnehmer aus Neuseeland | Männliche Teilnehmer aus Neuseeland | Männliche Teilnehmer aus Neuseeland | Männliche Teilnehmer aus Neuseeland               | Männliche Teilnehmer aus Neuseeland | Männliche Teilnehmer aus Neuseeland | Männliche Teilnehmer aus Neuseeland |
| Sportart                            | Sportler                            | Disziplin                           | Platz                               | Bemerkung                                         |                                     |                                     |                                     |
| ----------------------------------- | ----------------------------------- | ----------------------------------- | ----------------------------------- | ------------------------------------------------- | ----------------------------------- | ----------------------------------- | ----------------------------------- |
| Ski Alpin                           | Roy McKenzie                        | Disziplin?                          | ?                                   | Mannschaftskapitän                                |                                     |                                     |                                     |
| Ski Alpin                           | Herbie Familton                     | Abfahrt                             | 65                                  | 3 min 44,6 s                                      |                                     |                                     |                                     |
| Ski Alpin                           | Herbie Familton                     | Riesenslalom                        | 77                                  | 3 min 31,7 s                                      |                                     |                                     |                                     |
| Ski Alpin                           | William Hunt                        | Riesenslalom                        | 81                                  | 3 min 51,6 s                                      |                                     |                                     |                                     |
| Ski Alpin                           | William Hunt                        | Slalom                              | ./.                                 | 1 min 29,5 s, Ausgeschieden nach dem 1. Durchgang |                                     |                                     |                                     |
| Ski Alpin                           | Austin Haywood                      | Disziplin ?                         | ?                                   | ?                                                 |                                     |                                     |                                     |
| Weibliche Teilnehmer aus Neuseeland |                                     |                                     |                                     |                                                   |                                     |                                     |                                     |
| Sportart                            | Sportler                            | Disziplin                           | Platz                               | Bemerkung                                         |                                     |                                     |                                     |
| Ski Alpin                           | Annette Johnson                     | Riesenslalom                        | 39                                  | 2 min 57,7 s                                      |                                     |                                     |                                     |
| Ski Alpin                           | Annette Johnson                     | Slalom                              | ./.                                 | 2 min 2,5 s, disqualifiziert                      |                                     |                                     |                                     |